# Parc de Majolan
Le parc de Majolan est un parc public situé dans la commune de Blanquefort (Gironde).

## Création du parc
Il a été réalisé en une dizaine d’années, de 1870 à 1880, par le paysagiste Louis Le Breton (père de Georges Le Breton), dans le goût romantique baroque, sur un terrain relevant du domaine de Dulamon qui avait été acquis par un riche banquier, Jean Gustave Piganeau, grâce à son mariage avec la fille de Joseph Prom, propriétaire du domaine.
Ce terrain n’était au départ qu’un marécage et la Jalle dut être détournée afin de créer le lac. Le but du parc était de manifester la richesse de son propriétaire, en imitant ce qui s’était fait à Paris. La légende dit que le parc devait servir à consoler sa fille malade.

## Historique
Par la suite, Gustave Piganeau fait faillite et le château est revendu, ainsi que l'ensemble du domaine. Il connaît un état de quasi-abandon et est finalement racheté par un agriculteur. Dans les années 1950, une guinguette y est installée.
Propriété de la commune depuis 1975, il est ouvert au public depuis 1984. Le parc est l'un des lieux de promenade prisés des habitants de l'agglomération bordelaise.
L'ensemble du Parc Majolan est inscrit à l'Inventaire Supplémentaire des Monuments Historiques, par arrêté du 18 janvier 2007, les grottes l'ayant été depuis le 21 décembre 1987. Une importante rénovation a eu lieu en 2007 et 2008 pour un montant de 3 millions d'euros, réalisée par Graziella Barsacq (paysagiste), Fabien Pédelaborde (architecte) et Danielle Justes (artiste mosaïste).
Le parc a été rouvert le 29 mai 2008.

## Description
Le parc est une illustration grandeur nature du savoir-faire des architectes, ingénieurs, artisans et artistes de la fin du XIXe siècle. Parti du néant, une zone marécageuse de 20 hectares, 150 000 m3 de terre furent dégagés à la pelle afin de créer un lac de 4 hectares à partir de la Jalle traversant le lieu et de donner forme aux différents endroits du parc. Les grottes artificielles (réalisées à la chaux, comme les ruines) et les canyons, sont des merveilles d’ingéniosité hydraulique avec leurs fontaines et leurs geysers d’eau, et de maîtrise de l’art des rocailleurs.

## Quelques dates
- 3 janvier 1975 : Acte d'achat par la commune
- juin 1976 : travaux de lutte contre la pollution et épandage de craie
- 28 février 1978 : démolition des ruines du vieux moulin et de la maison de l'éclusier
- février 1978 : construction et rénovation des clôtures
- octobre 1978 : restauration des plans d'eau par curage
- 27 avril 1979 : remise en état des écluses et des vannes sur la jalle et le plan d'eau
- 10 juin 1980 : joutes sétoises dans le cadre des 5 jours de Blanquefort
- 8 décembre 1983 : installation d'un parcours santé
- 23 février 1984 : lâché de cygnes sur le parc
- 18 mars 1984 : ouverture officielle au public
- 21 décembre 1987 : inscription partielle au titre des monuments historiques
- 10 janvier 2007 : inscription totale au titre des monuments historiques
- 12 mars 2007 : démarrage de la rénovation
- 29 mai 2008 : réouverture du parc

Les nombreux ponts répondent chacun à une architecture et à une technique : en lianes, de style gothique, en faux bois (une sorte de béton ornementé), en fer forgé...

## Galerie

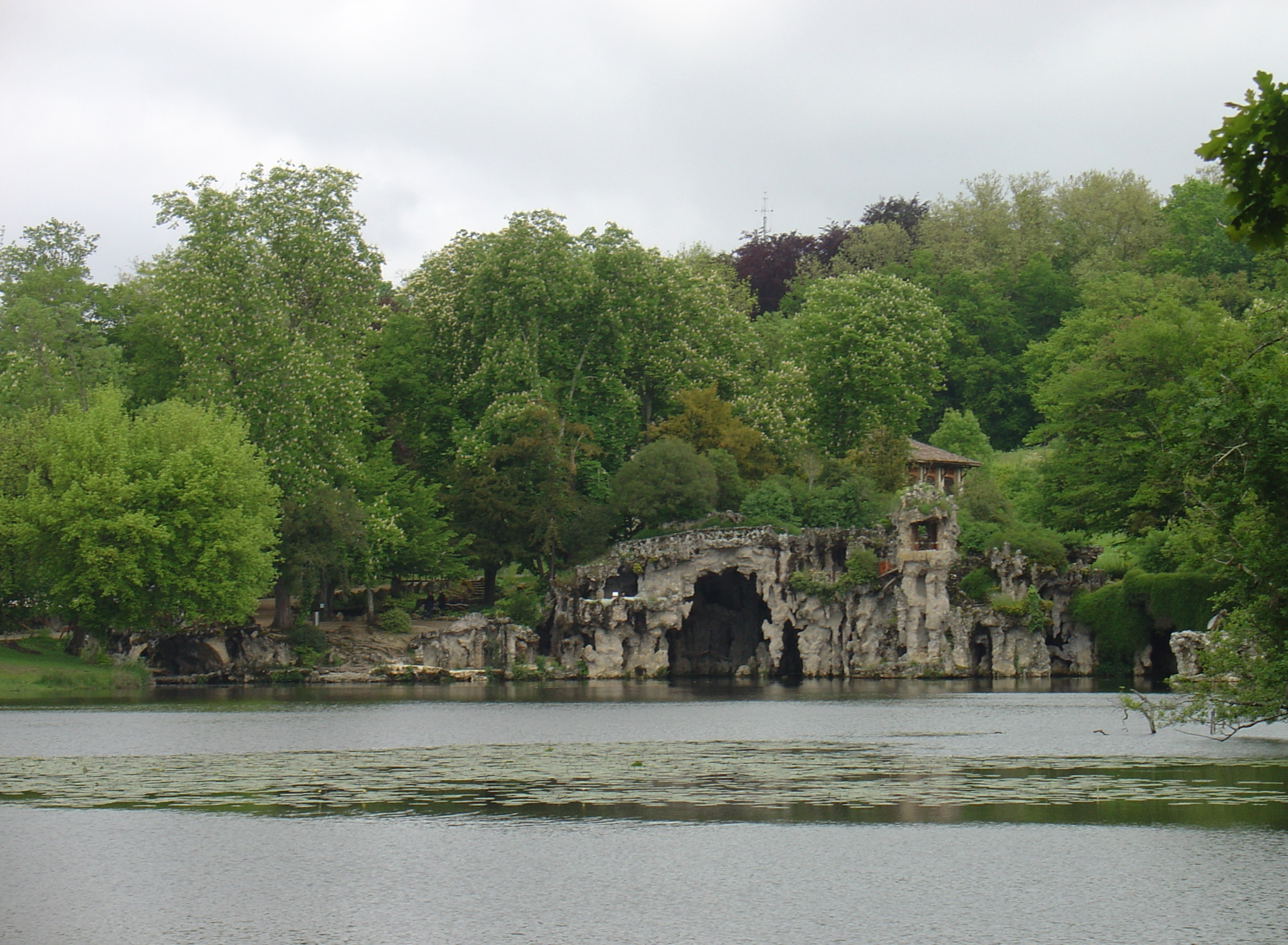
Le lac
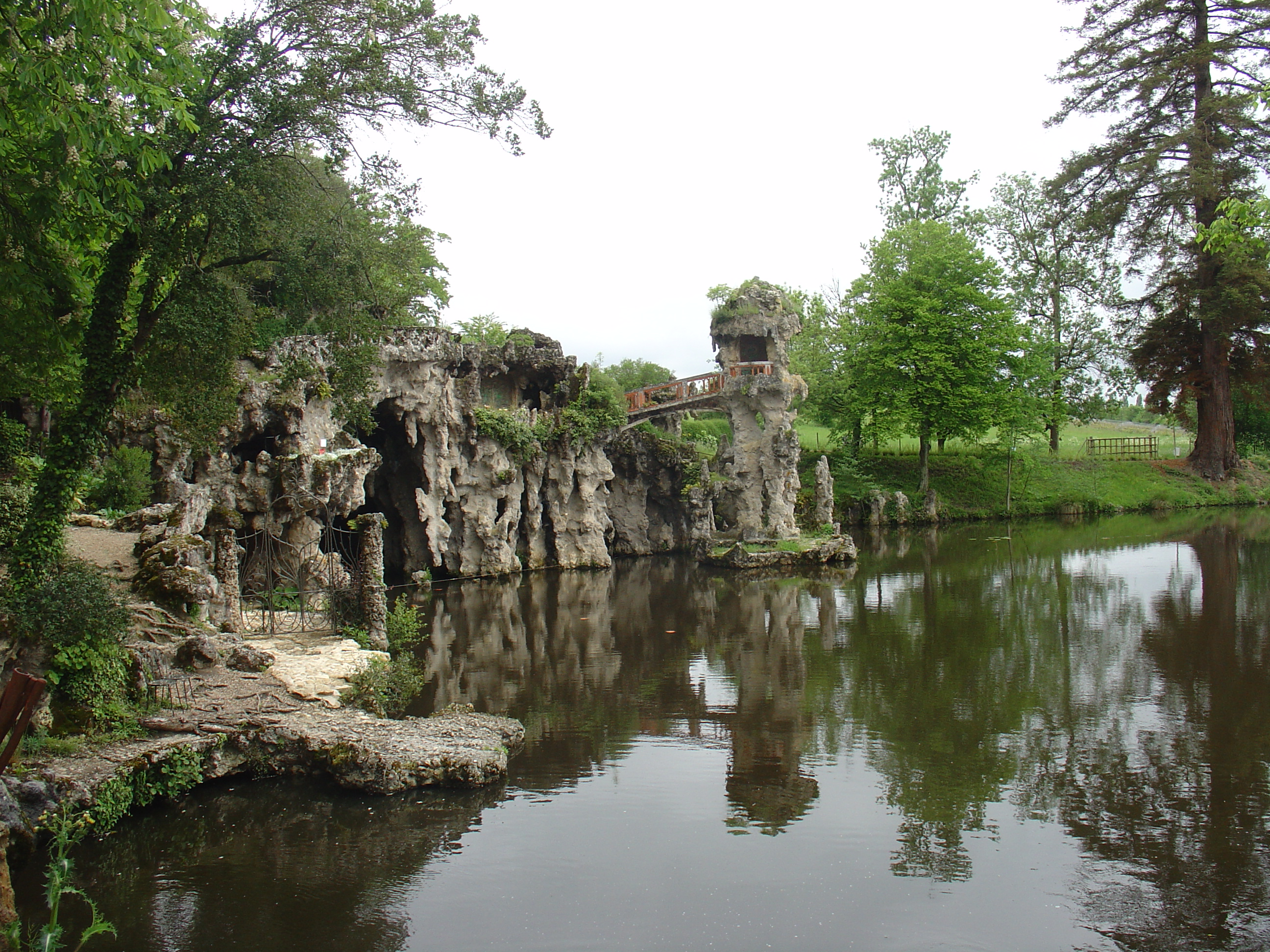
Les grottes
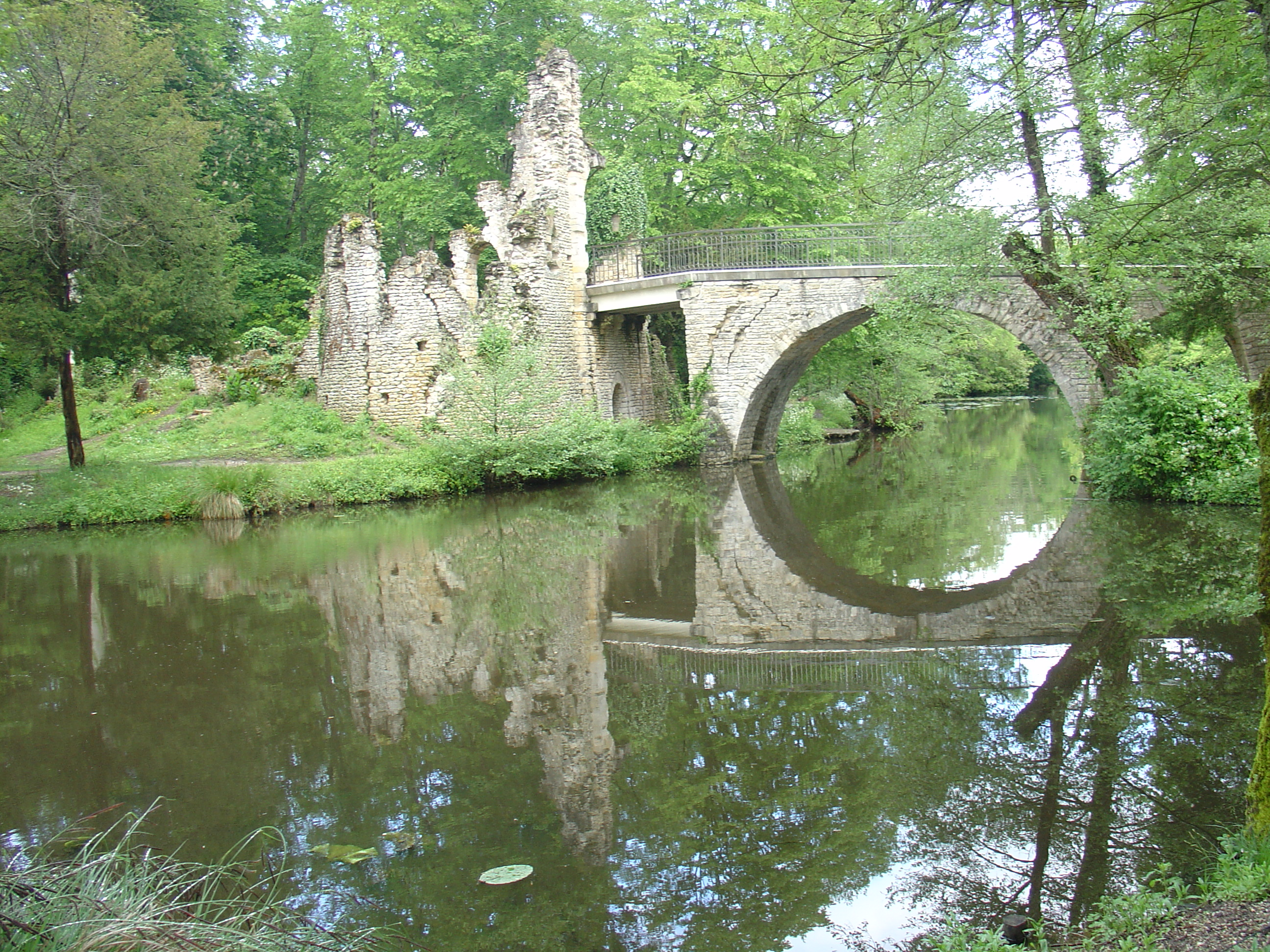
Un pont
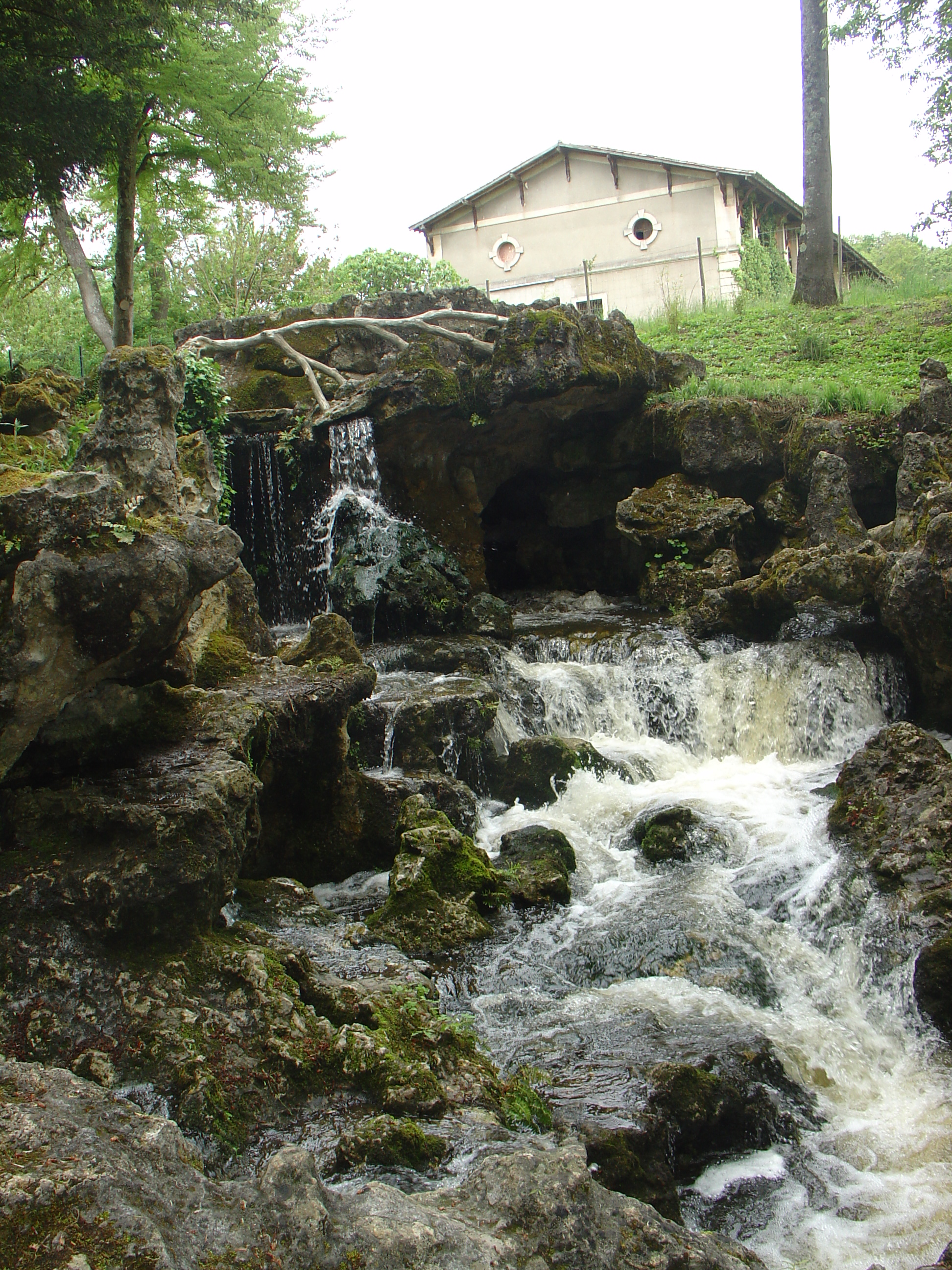
Cascade
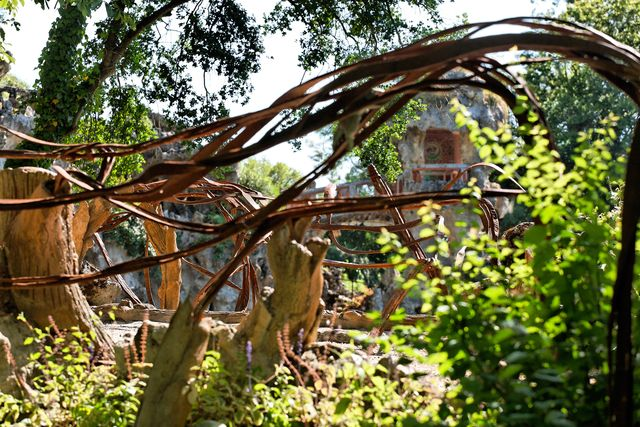
« Les mains de l’œuvre » (2006-2008). Blanquefort, Parc de Majolan, le pont en faux bois de la grotte, sculptures en fer pur et rocailles par Danielle Justes. La matière mise à nu, c’est la rocaille dépouillée de ses constructions illusoires. Photo : Vincent Monthiers (Bordeaux).
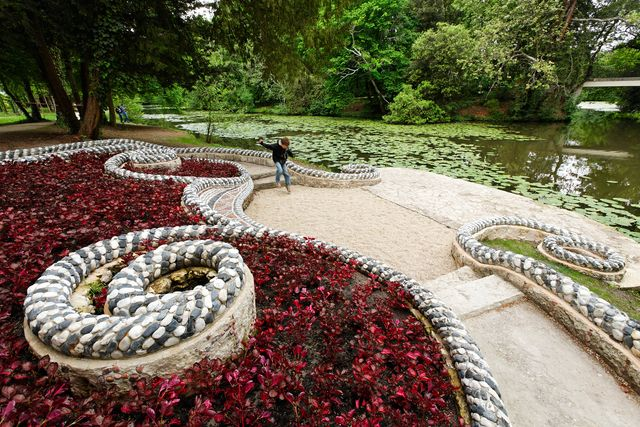
« Conservation et restauration du débarcadère à la lyre » (2006-2008). Blanquefort, Parc de Majolan. Sculpture avec des mosaïques de galets, conservée et restaurée par Danielle Justes. Photo : Vincent Monthiers (Bordeaux)